# Dinosaurierfunde in Frankreich
Dinosaurierfunde in Frankreich erstrecken sich prinzipiell über den gesamten erdgeschichtlichen Zeitraum bzw. das gesamte stratigraphische Intervall, in dem auch in anderen Teilen der Welt Dinosaurier vorkommen: von der Oberen Trias bis zum Ende der Oberkreide. Die französischen Dinosaurierfunde zählen zu den bedeutendsten in Europa. Mit Ausnahme der Marginocephalia (Ceratopsier und Pachycephalosaurier) sind sämtliche Großgruppen vertreten. Bisher sind 20 verschiedene Arten anhand diagnostischer Skelettreste aus Frankreich erstmals beschrieben worden, darunter vorwiegend Theropoden.

## Geschichte
Der erste Dinosaurierfund in Frankreich reicht ins 18. Jahrhundert zurück. Zum heutigen Kenntnisstand in der französischen Dinosaurierforschung haben so bedeutende Paläontologen wie Georges Cuvier (1769–1832), Jacques-Amand Eudes-Deslongchamps (1794–1867), Paul Gervais (1816–1879), Albert Gaudry (1827–1908), Charles Depéret (1854–1929), Friedrich von Huene (1875–1969) und Albert-Félix de Lapparent (1905–1975) wesentlich beigetragen, nicht zu vergessen die unermüdliche Arbeit vieler anderer Berufskollegen und Privatsammler.
Die Jahre zwischen 1993 und 2003 waren für die französische Dinosaurierforschung aufgrund neuer Entdeckungen, Neubeschreibungen und Neubearbeitungen von großer Bedeutung. Neuentdeckungen wurden in der Obertrias Ostfrankreichs, im Mitteljura der Normandie und in der Oberkreide der Provence und des Languedoc gemacht. Spuren sind in der Obertrias und im unteren Jura sehr häufig. Funde von Dinosauriereiern aus der Oberkreide zählen zu den bedeutendsten weltweit.

## Allgemeines
Der Fossilbericht französischer Dinosaurier ist während der Oberkreide von sehr guter Qualität, auch die Zeitspanne Mittlerer und Oberer Jura ist recht gut dokumentiert. Überlieferungslücken bestehen für die Abschnitte Pliensbachium bis Bajocium, Berriasium bis Valanginium und Turonium bis Santonium. Diese Lücken im Fossilbericht sind wahrscheinlich auf globale Meeresspiegelhochstände und Klimaveränderungen zurückzuführen.
Ein Großteil der Funde stammt aus flachmarinen Ablagerungen, hiervon natürlich ausgenommen die Dinosauriervergesellschaftungen der kontinentalen Oberkreide (Campanium bis Maastrichtium).

## Funde und Fundstätten

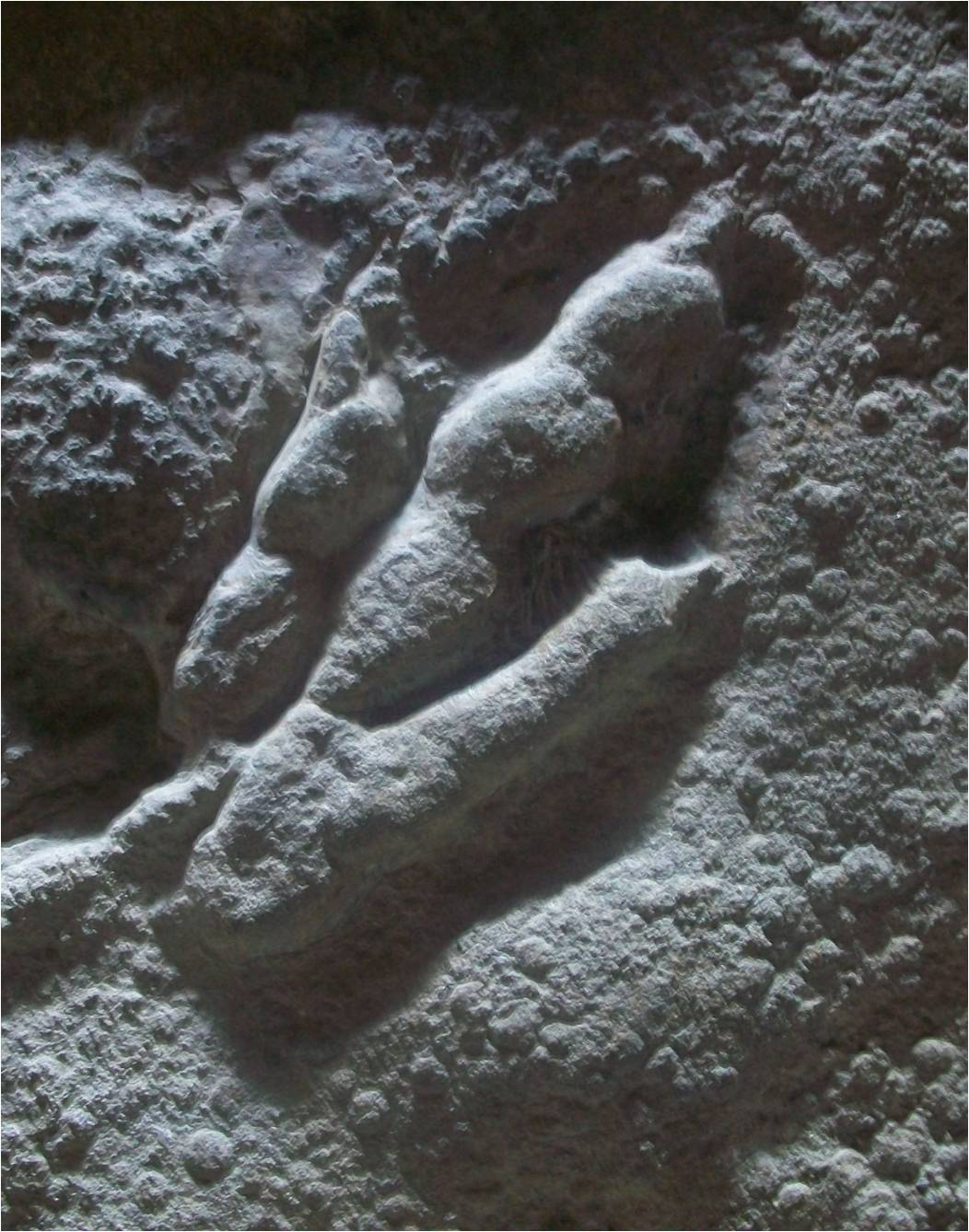
Grallator-Trittsiegel (Negativ bzw. konvexes Hyporelief)

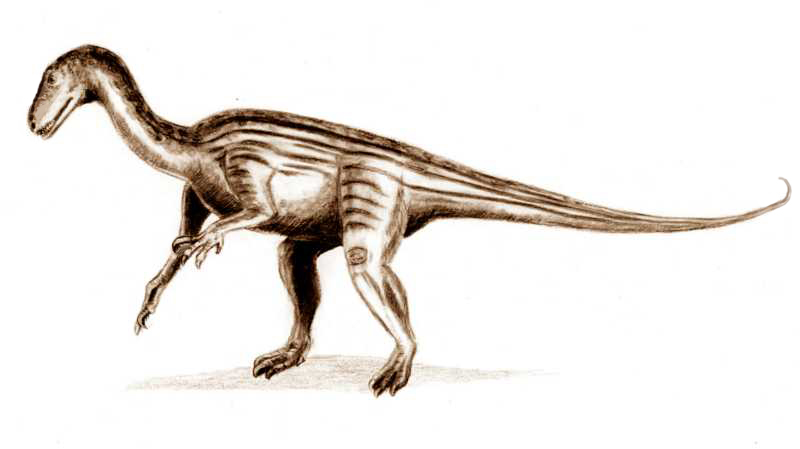
Lebendrekonstruktion von Thecodontosaurus

Im Folgenden sind, in stratigraphischer Reihenfolge, Einzelheiten zu den in Frankreich bis mindestens zum Jahr 2003 gemachten Funden von Dinosaurierkörper- und spurenfossilien sowie deren Fundlokalitäten ausgeführt.

### Trias
Früheste mutmaßliche Spurenfunde von Dinosauriern (die wahrscheinlich aber eher auf Nicht-Dinosaurier-Archosaurier zurückgehen) stammen aus der mittleren Trias des unmetamorphen Sedimentgesteinssaumes des südöstlichen Zentralmassivs (Mont Lozère-Ostseite und Département Gard). Es handelt sich hierbei um die Ichnogattungen Anchisauripus, Coelurosaurichnus und Grallator. In der Obertrias (Norium) des Nordostsaumes des Zentralmassivs und in der nördlichen Ardèche ist die Vergesellschaftung Otozoum/Grallator recht häufig. Otozoum dürfte von Prosauropoden verursacht worden sein, Grallator gilt als Spur eines coelophysiden Theropoden.
Die ältesten Dinosaurierreste (von Prosauropoden), wenn auch sehr fragmentarisch (Zähne, einzelne Wirbel), treten in Lothringen, in der Franche-Comté und im Languedoc auf. Insbesondere in den Marnes irisées supérieures der Obertrias (Karnium) wurden Prosauropodenreste entdeckt, vorwiegend zur Gattung Plateosaurus gehörend. Von Plateosaurus, der auch in Südwestdeutschland sehr häufig ist, sind folgende Fundstätten bekannt:
- Le Chappou (Ain)[5]
- Violot (Haute-Marne)
- Arbois, Domblans, Lons-le-Saunier, Massey, Poligny und Salins (Jura)
- Lunéville und Saint-Nicolas-de-Port (Meurthe-et-Moselle)
- Pierreclos (Saône-et-Loire)

In den Marnes irisées supérieures tritt auch noch Thecodontosaurus auf (bei Le Chappou, Zahnfunde im Département Jura). Zähne von Ornithischiern (Vogelbeckendinosaurier) kommen aus Lons-le-Saunier und Theropoden- sowie eventuell Ornithischierzähne aus Saint-Nicolas-de-Port. Dies deutet darauf hin, dass Ornithischia noch vor Beginn der Rhättransgression in Europa heimisch waren.
Mit Prosauropodenresten ist Provenchères-sur-Meuse (Département Haute-Marne) die einzige bisher bekannte Fundstelle des Rhätiums.

### Unterer Jura
Auch im frühen Lias (Hettangium und Sinemurium) sind Ichnofossilien vorhanden. So fanden sich dreizehige (tridactyle) Spuren in den Départements Aveyron, Gard, Hérault, Lozère, Vendée und Var. Diese Spuren werden den Ichnotaxa Dilophosauripus, Eubrontes und Grallator zugeordnet. In der Vendée (nördliches Aquitanisches Becken) finden sich unter anderem die Spurenfossilien Anatopus, Grallator, Eubrontes, Saltopoides und Talmontopus.
Im frühen Lias (Hettangium) des Départements Dordogne existieren quadrupede Fährten, welche wahrscheinlich von einem Protostegosauriden verursacht worden sein dürften, es könnte sich aber auch um Fährten von Scelidosaurus handeln.
Ein unvollständiges (Wirbel und Beckenknochen) Skelett eines Theropoden stammt aus der Moon-Airel-Formation (Grenzbereich Rhätium-Hettangium) bei Airel in der Normandie. Für diese unter dem Namen Halticosaurus erstmals in der Literatur erwähnten Reste wurde später die neue Liliensternus-Art L. airelensis (Coelophysoidea) aufgestellt. Zuletzt ergaben neue Untersuchungen, dass es sich dabei aber nicht um Liliensternus, sondern um den Vertreter einer anderen, bislang unbekannten Coelophysoidengattung handelt, die Lophostropheus genannt wurde.
Zähne mit der für Theropoden typisch sägezahnartig ausgebildeten Schneidekante (sogenannte Serration) fanden sich in Hettange (Département Moselle) in Lothringen. Sie gehören aber vermutlich nicht zu Dinosauriern, sondern zu Phytosauriern.

### Mittlerer Jura

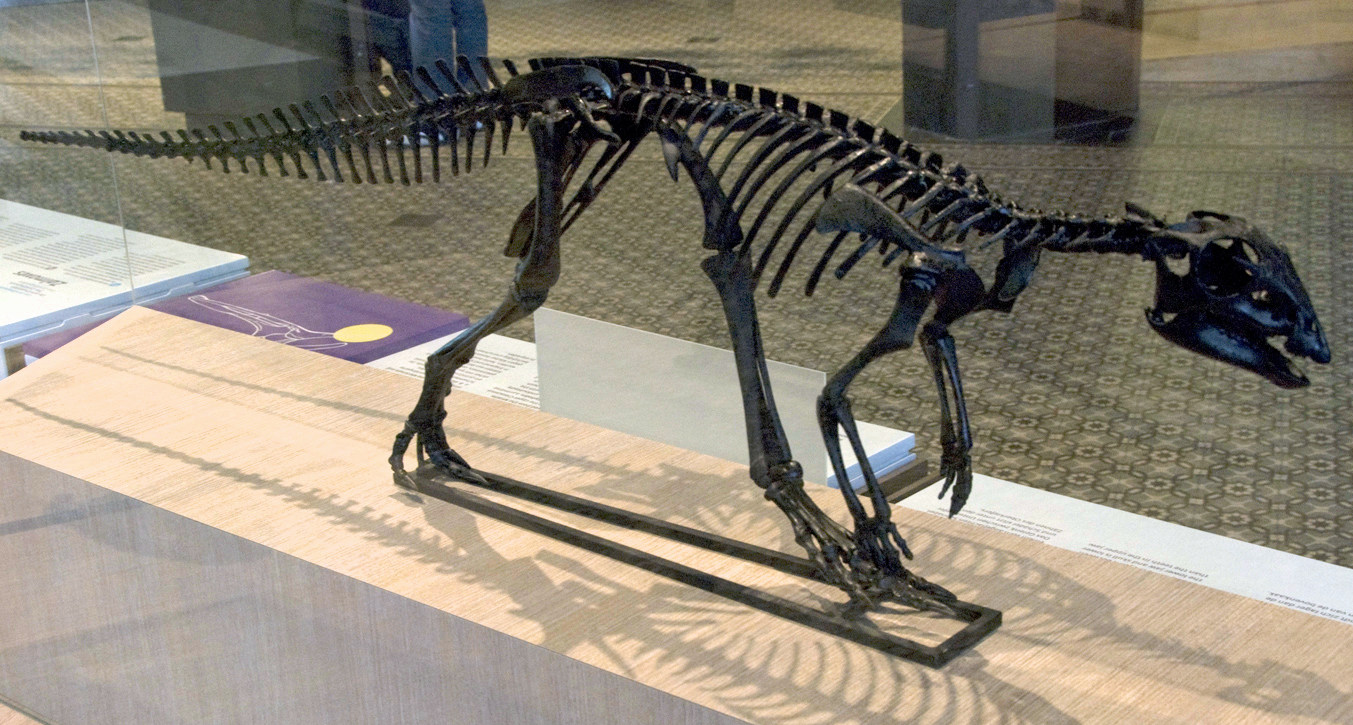
Hypsilophodon

Aus dem Dogger (Bathonium) des Quercy stammen die ältesten in Frankreich bekannten Reste von Dinosauriereiern, die zu Sauropoden gehören.
Partielle Funde von megalosauriden Theropoden kommen aus den Départements Calvados (von der Vaches-Noires-Steilküste), Haute-Saône und Doubs (alle Funde Oxfordium bis Callovium; diese Funde werden als Spinosauridae bzw. als Vertreter der Gattungen Piveteausaurus, Poekilopleuron oder Streptospondylus angesehen). Exemplare der Gattung Dubreuillosaurus aus Conteville im Département Calvados wurden 1944 durch Bombenangriffe zerstört. Aus Argences im Calvados (Callovium) stammen mehrere Wirbel und Rippen des zu den herbivoren Stegosauriden zählenden Lexovivosaurus durobrovensis. Andere herbivore Dinosaurier sind die Hypsilophodontiden. Von ihnen wurden sehr viele Zähne bei Larnagol im Département Lot (Bathonium) gefunden. Partielle Theropodenreste werden aus den Départements Aveyron (Bathonium) und Doubs (Callovium)(Halswirbelsäule) berichtet.

### Oberer Jura

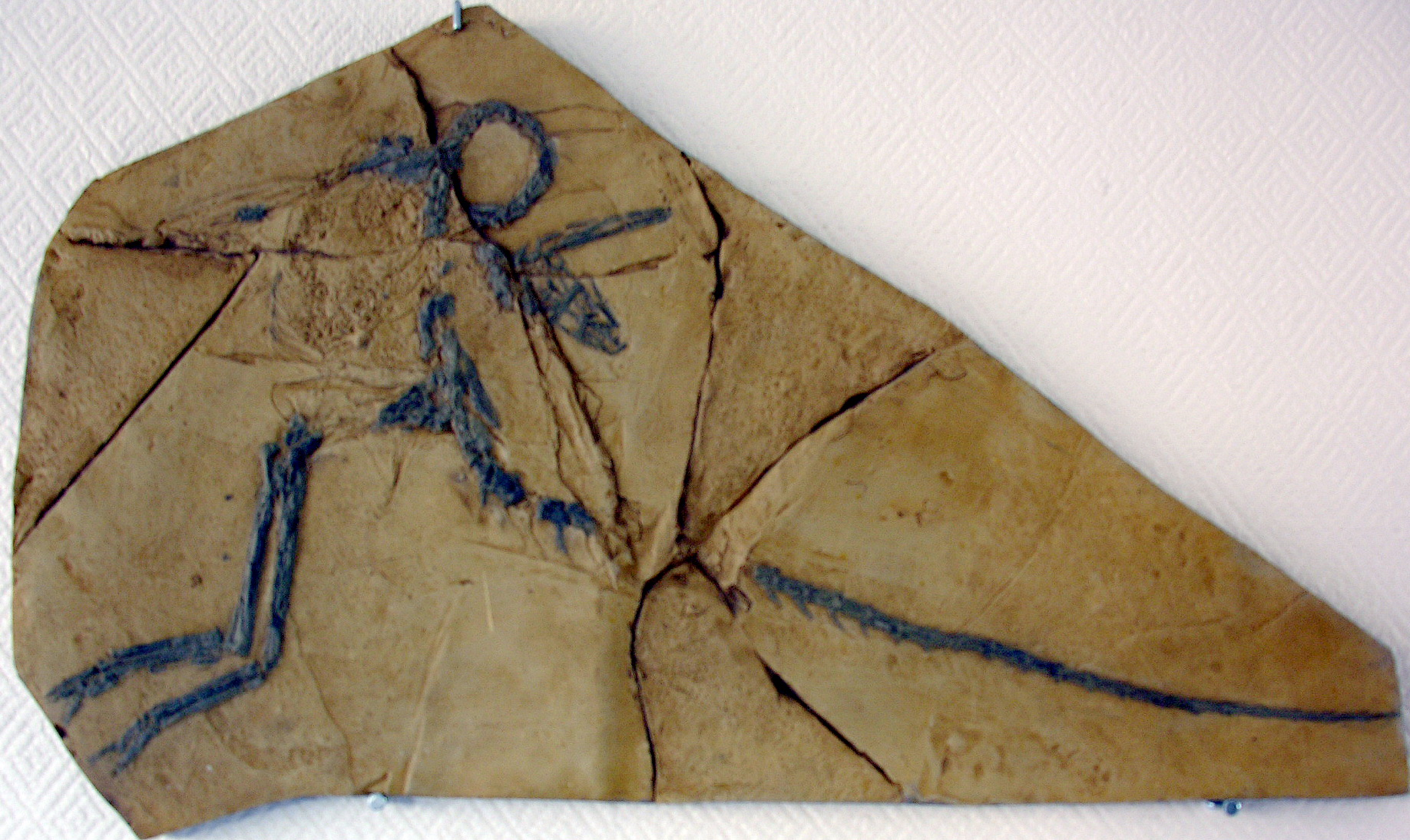
Compsognathus aus Canjuers

Spurenfossilien des Malms (Tithonium) wurden bei Crayssac im Département Lot gefunden, es liegen hier Abdrücke von Theropoden, Sauropoden und wahrscheinlich auch Ornithopoden vor. Aus der Île d’Oléron im Département Charente-Maritime wurden Theropodenfährten vermeldet. Die Fundstelle Cerin bei Marchamp im Département Ain (Kimmeridgium bis Tithonium) hat das Ichnofossil Saltosauropus geliefert, das aber möglicherweise von einer Schildkröte verursacht wurde. Im Jahr 2004 gelang im Tithonium des Jura die Entdeckung der Fundstelle Coisia. Auf 200 Quadratmetern finden sich hier mehr als 200 Abdrücke von 25 bis 50 Zentimeter Länge. Sie werden der Ichnogattung Parabrontopodus zugeordnet und wurden sehr wahrscheinlich von einem Sauropoden gemacht.
Recht viele Dinosaurierreste fanden sich im Oberjura der Küstenregion des Ärmelkanals (nordwestliches Pariser Becken). Erwähnenswert ist vor allen Dingen die Fundstelle Octeville (Kimmeridgium) im Département Seine-Maritime. Sie lieferte ein partielles Skelett des Sauropoden Dacentrurus lennieri, das ebenfalls im Zweiten Weltkrieg zerstört wurde, und den Oberschenkelknochen eines Dryosaurus. Zähne von Nodosauriden und Iguanodontiden treten im Tithonium in Purbeck-Fazies von Boulogne-sur-Mer und in La Crèche im Département Pas-de-Calais (Sauropode) auf. Das Boulonnais enthält ferner Reste von Sauropoden, Megalosauriden, Coelurosauriern und Camptosaurus. Im Oxfordium von Lisieux (Calvados) gilt die Präsenz großer Theropoden als gesichert.
Im Osten und Südosten Frankreichs ist vor allem Damparis (Jura) mit den Taxa Bothriospondylus madagascariensis (Sauropoda), Haplocanthosaurus und Lapparentosaurus zu nennen. Fährten, Zähne und Schwanzwirbel aus dem Oxfordium von Plaimbois-du-Miroir (Département Doubs) lassen auf einen großen Theropoden schließen. Ein im Portlandium bei Ville-en-Blaisois (Département Haute-Marne) gefundener Schwanzwirbel deutet auf einen Camarasauriden hin. Bedeutend ist auch die Fundstelle Canjuers (Département Var) in lithographischen Kalken mit Compsognathus longipes; möglicherweise handelt es sich hier auch um ein neues, mit Compsognathus corallestris oder Compsognathus longipes verwandtes Taxon (Fund von 1971). Dieser Fund stellt das am vollständigsten erhaltene Dinosaurierfossil Frankreichs dar.
Aus der Atlantikregion wurden ein kleiner Theropode sowie Rippen aus dem Tithonium bei Cognac in der Charente und ein Theropodenzahn von der Île d’Oléron gemeldet (ebenfalls Tithonium).

### Unterkreide

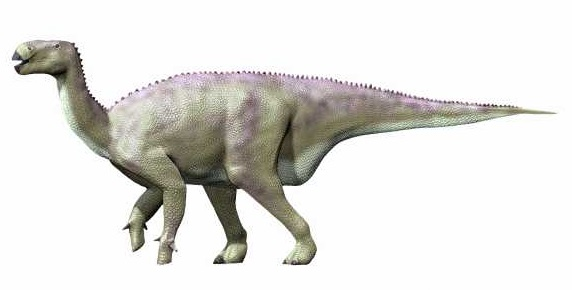
Lebendrekonstruktion von Iguanodon bernissartensis

Dinosaurierfunde aus der Unterkreide stammen aus dem Unterkreidegürtel des Pariser Beckens, beginnend am Ardennennordrand mit den Fundorten Louppy-le-Château, Varennes-en-Argonne und Grandpré über das Département Meuse mit Cousancelles und Ville-sur-Saulx ins Département Haute-Marne mit Wassy. All diese Stätten führen Megalosauriden mit der Gattung Erectopus (aus dem Phosphat-führenden unteren Albium von Louppy-le-Château) und Iguanodontiden in der Umgebung von Saint-Dizier mit Iguanodon (I. atherfieldensis und I. bernissartensis). In Nordfrankreich tritt Unterkreide in der Bray-Antiklinale (Villers-Saint-Barthélemy) und im Département Pas-de-Calais (Wimereux) auf. Hier kommen Reste von Sauropoden und Megalosauriden vor.
In Südostfrankreich liegen Fundstellen im Département Vaucluse (Bédoin und Mondragon), sie enthalten kleine Sauropoden. Erwähnenswert ist auch der Fund eines Allosauriden aus dem Valanginium bei Montmirat (Département Gard), von dem Schulter- und Armknochen erhalten waren. Im Département Gard sind ferner Fons und Serviers-et-Labaume zu nennen, wo Zahnfunde von Deinonychosauriern gemacht wurden. Aus dem Albium bei Sisteron im Département Alpes-de-Haute-Provence kommt die Entdeckung eines Genusaurus, der wahrscheinlich zu den Abelisauriden gehörte.

### Oberkreide

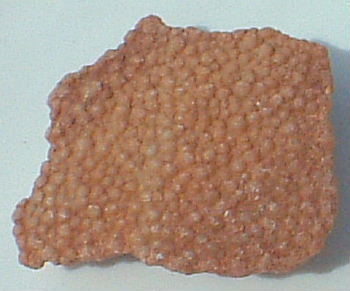
Eischalenbruchstück, das der Dinosauriergattung „Hypselosaurus“ zugeschrieben wird.

In der Oberkreide gibt es sehr viele Fundstätten, die im Folgenden, nach Départements geordnet, aufgelistet sind:
- Ariège (Maastrichtium): In den Marnes d’Auzas fanden sich nicht näher bestimmte Theropoden und Hadrosauriden, im Grès de Labarre unbestimmte Nodosauriden sowie die Spezies Ampelosaurus atacis und Rhabdodon priscus.
- Aude: Der Grès de Saint-Chinian (Campanium – Maastrichtium) enthält die Spezies Variraptor mechinorum und Rhabdodon priscus, die Marnes rouges inférieures des Maastrichtiums nicht näher bestimmte Dromaeosauriden, Theropoden und Ankylosaurier sowie die Spezies Ampelosaurus atacis und Rhabdodon priscus und die Marnes rouges de Roquelongue des Maastrichtiums nicht näher bestimmte Dromaeosauriden und Hadrosauriden.
- Bouches-du-Rhône: Der Grès à reptiles des Maastrichiums führt neben unbestimmten Abelisauriden die Spezies Hypselosaurus priscus, Pyroraptor olympius, Rhodanosaurus lugdunensis sowie Variraptor mechinorum und Rhabdodon priscus. Eier fanden sich in einer unbenannten Formation des Campaniums  und in drei unbenannten Formationen des Maastrichtiums. Das Obercampan von La Boucharde im Arc-Becken enthielt Rhabdodon-Zähne.
- Charente-Maritime: In den Sables de Lussant des Cenomans kamen unbestimmte Theropoden und Titanosauriden zum Vorschein sowie in einer noch nicht benannten, ebenfalls zum Cenoman gehörenden Formation nicht näher bestimmte Sauropodenreste. Im Untercenoman bei Fouras waren Speiche und Elle, die möglicherweise zu einem Iguanodon gehören, mit im Bernstein eingeschlossenen Insekten assoziiert.[16]
- Dordogne: In der Craie tuffeau des Cenomans fand sich ein fraglicher Aepysaurus, in einer unbenannten Formation des Cenomans ein Megalosaurus sp. und in einer unbenannten Formation des Campans Schwanzwirbel eines nicht näher bestimmten Titanosauriden (Obercampan von Vanxains).
- Gard: In einer noch nicht benannten Formationen der Oberkreide war ein Dromaeosauride zugegen und in einer unbenannten Cenoman-Formation ein Megalosaurus; im unbenannten Maastrichtium finden sich nicht näher bestimmte Dromaeosauriden und Lithostratier sowie Rhabdodon priscus.

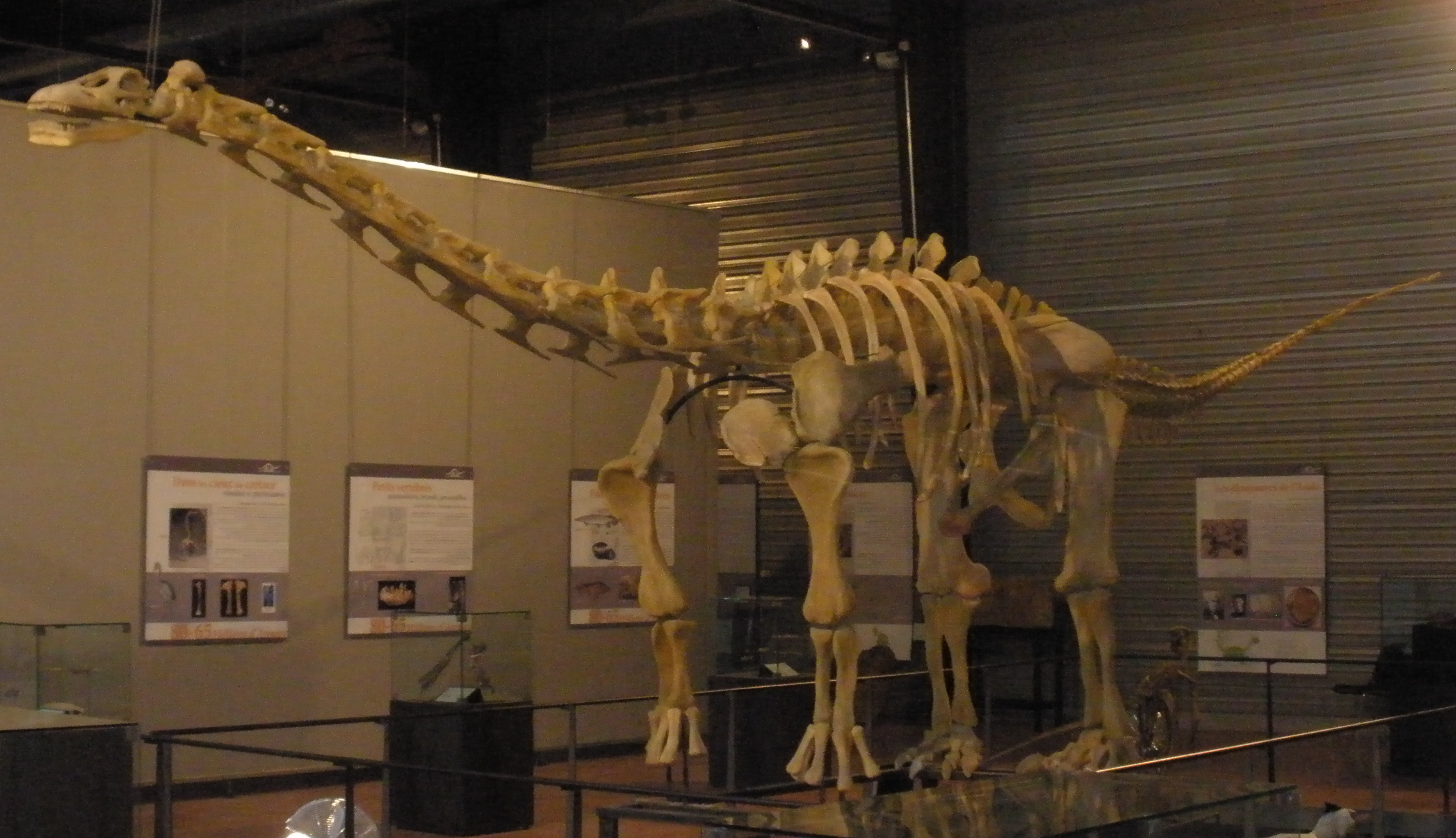
Ampelosaurus atacis

- Haute-Garonne: Die Calcaires du Jadet enthalten nicht näher bestimmte Hadrosauriden, die Marnes de Lestaillats nicht näher bestimmte Dromaeosauriden, Hadrosauriden, Nodosauriden und Theropoden, die Marnes d’Auzas nicht näher bestimmte Ankylosaurier, Hadrosauriden und Theropoden. Alle drei Formationen gehören zum Maastrichtium.
- Hérault: Der bereits angeführte Grès de Saint-Chinian (Campan – Maastricht) brachte neben einem nicht näher bestimmten Abelisauriden die Spezies Ampelosaurus atacis, einen fraglichen Megalosaurus pannoniensis, Rhabdodon priscus, Rhodanosaurus lugdunensis und Variraptor mechinorum sowie Eier hervor. In einer noch nicht benannten Formation des Campaniums waren neben nicht näher bestimmten Dromaeosauriden und Nodosauriden auch Struthiosaurus languedocensis und Rhabdodon priscus zugegen (Untercampan von Villeveyrac). In einer unbenannten Formation des Campaniums wurden ebenfalls Eier entdeckt.
- Indre-et-Loire: Im Cenoman verbarg sich ein Nodosauridenzahn.
- Landes: Eine noch nicht benannte Formation des Campaniums führte einen nicht näher bestimmten Lithostratier.
- Maine-et-Loire: In den Sables de Brézé des Cenomans befanden sich nicht näher bestimmte Theropodenreste. Im während des Miozäns wiederaufgearbeiten Cenoman steckten ein unbestimmter Iguanodontide sowie Zähne von Theropoden und Ornithopoden.
- Orne: In der Craie chloritée finden sich nicht näher bestimmte Dinosaurierreste.
- Sarthe: Eine noch nicht benannte Formation des Cenomans lieferte nicht näher bestimmte Titanosauridenreste. Ein Titanosaurierwirbel befand sich im Cenoman von La Mans.
- Var: Der anderweitig bereits angeführte Grès à reptiles des Maastrichtiums (Fundstätte Fox-Amphoux im Aix-en-Provence-Becken) enthielt neben unbestimmten Abelisauriden, Ankylosauriern und Avialae auch die Spezies Hypselosaurus priscus (fraglich), einen fraglichen Megalosaurus pannoniensis, Rhabdodon priscus, einen fraglichen Titanosaurus indicus und Variraptor mechinorum, sowie außerdem Eier. In einer noch nicht benannten Formation des Campans wurde ein Tarascosaurus salluvicus identifiziert. In zwei unbenannten Formationen des Maastrichtiums kommen Eier vor.
- Vaucluse: Eine noch nicht benannte Formation des Cenomans führt Sauropodenreste.
- Vendée: Eine unbenannte Formation des Turoniums mit nicht näher bestimmten Theropoden und eine unbenannte Formation des Santoniums ebenfalls mit nicht näher bestimmten Theropoden.
- Vienne: Dinosaurierreste wurden in einer unbenannten Formation, die im Miozän umgelagert worden war, angetroffen.